# Typhlops verticalis
Typhlops verticalis este o specie de șerpi din genul Typhlops, familia Typhlopidae, descrisă de Smith 1846. Conform Catalogue of Life specia Typhlops verticalis nu are subspecii cunoscute.